# Диван (Крымское ханство)
Дива́н (устар. «диван, дуван»; крым. Divan, Диван, دیوان‎) — государственный совет Крымского ханства, высший орган власти, который объединял функции исполнительной, законодательной и судебной ветвей власти. В его состав входили хан, муфтий, калга, нуреддин, беи, визирь, кадиаскер, казнадар-баши, дефтердар-баши и другие высокопоставленные лица.
Диван принимал окончательные решения по таким вопросам, как объявление войны и мира, предоставление военной помощи иностранным государствам. Диван был судом высшей инстанции, рассматривал гражданские и уголовные дела, а также дела по спорам между мурзами. Только Диван мог принять приговор о смертной казни. В Диване, как правило, происходила процедура вступления в должность или снятие с нее крымского хана. Кадиаскер объявлял приговор по решению муфтия, а хан издавал приказ. Диван определял размер содержания, которое выделялось на ханский двор и дворец.
Кучюк Диван (Малый Диван) — совет с небольшим кругом лиц (хан, калга, нуреддин, ор-бей, сераскеры, визир, кадиаскер, пять беев) принимали решения относительно военных походов. Решение Дивана были обязательными для всех крымских татар вне зависимости от того, каким составом он собирался.